# Державний кордон Шрі-Ланки

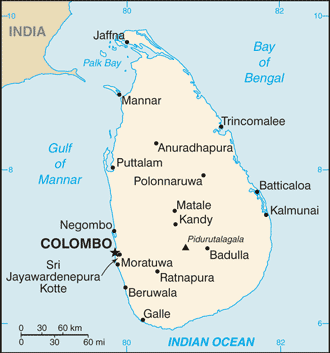
Карта Шрі-Ланки

Державний кордон Шрі-Ланки — державний кордон, лінія на поверхні Землі та вертикальна поверхня, що проходить по цій лінії, що визначають межі державного суверенітету Шрі-Ланки над власними територією, водами, природними ресурсами в них і повітряним простором над ними. Шрі-Ланка не має сухопутних кордонів з іншими державами.

## Морські кордони
На сході Шрі-Ланка омивається водами Бенгальської затоки, на заході — Манарської затоки Індійського океану. Загальна довжина морського узбережжя 1340 км. Відокремлюється від Індії Полкською протокою шириною в 50 км. Згідно з Конвенцією Організації Об'єднаних Націй з морського права (UNCLOS) 1982 року, протяжність територіальних вод країни встановлено в 12 морських миль (22,2 км). Прилегла зона, що примикає до територіальних вод, в якій держава може здійснювати контроль необхідний для запобігання порушень митних, фіскальних, імміграційних або санітарних законів простягається на 24 морські милі (44,4 км) від узбережжя (стаття 33). Виключна економічна зона встановлена на відстань 200 морських миль (370,4 км) від узбережжя. Континентальний шельф — 200 морських миль (370,4 км) від узбережжя, або до континентальної брівки (стаття 76).